# إغراق الأسطول الفرنسي في تولون
إغراق الأسطول الفرنسي في تولون جرى في 27 نوفمبر 1942 بأمر من الأميرالية في نظام فيشي لمنع الرايخ الثالث من الاستيلاء عليها سليمة في إطار عملية ليلا. باستثناءات قليلة، رفضت الانضمام إلى الحلفاء أو تسليمها لقوات المحور التي تحتفظ فرنسا معها بوضع محايد وفقا لهدنة في 22 يونيو 1940.